# Olof Ekman
För Olof Ekman (präst) se  Olaus Ekman.
Carl Olof Ekman, född 27 juli 1912 i Katarina församling i Stockholm, död 3 november 1998 i Högalids församling i Stockholm, var en svensk filmfotograf och kortfilmsregissör.
Ekman är begravd på Tomtberga kyrkogård.

## Filmfoto i urval
- 1933 – Halta Lena och vindögde Per
- 1936 – Flickorna på Uppåkra
- 1936 – Söder om landsvägen
- 1939 – Kalle på Spången
- 1940 – Blyge Anton
- 1948 – Glada paraden
- 1950 – Regementets ros
- 1952 – Oppåt med Gröna Hissen
- 1964 – Vilda västern är ej som förut